# Коломна

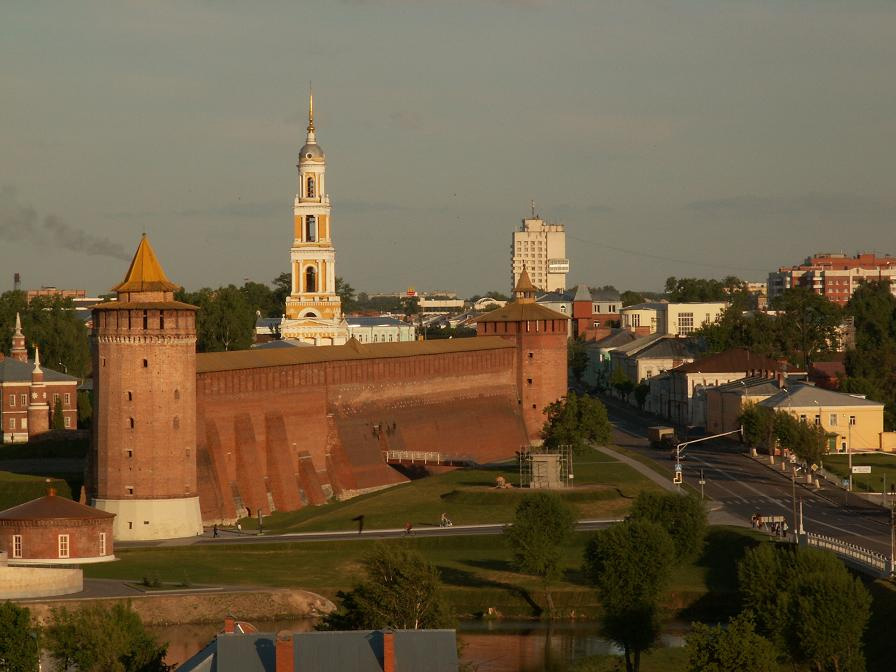
Коломенський кремль

Коло́мна (рос. Коло́мна) — місто обласного підпорядкування на південному сході Московської області Росії, адміністративний центр Коломенського району, річковий порт. Місто уперше згадується у Лаврентіївському літопису в 1177 році, що робить його одним із найстарших в області. Головною історико-культурною пам'яткою Коломни є місцевий кремль.

## Географія
Коломна розташована в центрі Європейської частини Росії при впаданні Москви-ріки в Оку, за 114 км від Москви. Площа міста становить 6510 га. Містом протікає декілька річок, найдовшою з яких є Ока, Москва-ріка та Коломенка.

### Клімат
Клімат Коломни помірно континентальний: сильні морози та спека тут нечасті. Найхолоднішим місяцем є січень (середня температура близько −10 °C), найтепліший червень (середня температура близько +18,5 °C).

## Історія
Після захоплення Рязанського князівства у 1137 році, монголи рушили на Володимиро-Суздальскі землі по річці Ока. Якраз у Коломні відбувся бій, а 1 січня 1238 місто було захоплено.

## Демографія
Населення Коломни за даними 2006 року становить 148 тисяч мешканців.
| Рік       | 1897 | 1926 | 1939  | 1959  | 1962  | 1967  | 1970  | 1973  | 1976  | 1979  | 1982 |
| --------- | ---- | ---- | ----- | ----- | ----- | ----- | ----- | ----- | ----- | ----- | ---- |
| Кількість | 20,9 | 35   | 85    | 118   | 125   | 131   | 136   | 140   | 145   | 146.5 | 151  |
| Рік       | 1986 | 1989 | 1992  | 1996  | 1998  | 2000  | 2001  | 2003  | 2006  | 2007  |      |
| Кількість | 158  | 162  | 163,7 | 153,6 | 152,1 | 150,7 | 149,6 | 150,1 | 148,0 | 149,0 |      |

## Герб
Геральдичний опис герба Коломни такий:

У лазоревому полі на зеленому пагорбі, тонко облямована золотом срібна колона, що увінчана золотою короною та супроводжувана по два боки двома золотими шестипроменевими зірками (двома променями нагору).

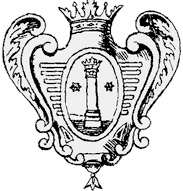
1730 рік
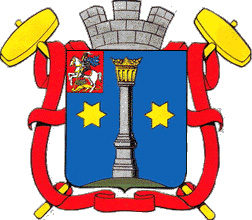
1883 рік
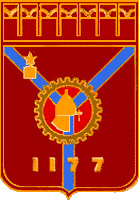
1980 рік

## Відомі люди
- Абакумов Михайло Георгійович — російський художник;
- Віталік Бутерін — канадський програміст, співзасновник проекту Ethereum;
- Гавришко-Бабічева Алла Геннадіївна — українська письменниця;
- Костилєв Валерій Михайлович — український кінооператор;
- Ларін Юрій Якович (* 1940) — російський музикант і педагог;
- Палшков Борис Борисович (1928—1998) — український музикант і педагог;
- Перфілов Лев Олексійович (1933—2000) — російський і український актор;
- Філарет (Дроздов) (1783-1867) — російський релігіний діяч. Вважається небесним покровителем Коломни.

## Міста-побратими
Є укладений договір про встановлення побратимських відносин з містами:
- Молодечно (Білорусь);
- Бауска (Латвія);
- Ралі (Північна Кароліна, США);
- Млада-Болеслав (Чехія).